# Wadsworth E. Pohl
Wadsworth Egmont Pohl (* 13. Februar 1908 in Redlands (Kalifornien), Vereinigte Staaten; † 12. Februar 1990 in Los Angeles) war ein US-amerikanischer Ingenieur und technischer Entwickler, der 1965 mit einem Technik-Oscar ausgezeichnet wurde.

## Leben
Pohl wuchs im kalifornischen San Bernardino County auf und erhielt in Kalifornien auch seine technische Ausbildung. Er machte sich bald als technischer Entwickler und Erfinder einen Namen und reichte zahlreiche Patente ein. Für die Entwicklung und praktische Anwendung von Geräten für den Nassdruck wurde Pohl 1960 gemeinsam mit Jack Alford, Henry Imus, Joseph Schmit, Paul W. Fassnacht und Al Lofquist mit einem Oscar für Wissenschaft und Entwicklung ausgezeichnet. 1962 wurde Pohl gemeinsam mit James Dale, Syd Wilson, Harry E. Rice, John K. Rude, Laurie Atkin und Harold Peasgood, zu der Zeit alle bei der Technicolor Corp. beschäftigt, mit einer Oscar-Plakette ausgezeichnet. 
Seine wichtigste Leistung im filmischen Bereich erbrachte Pohl 1963 in Gemeinschaft mit Petro Vlahos und Ub Iwerks bei dem in diesem Jahr entstandenen Disney-Klassiker Mary Poppins. 1965 wurden alle drei Genannten mit einem Technik-Oscar ausgezeichnet „für die Entwicklung und Anwendung der Colour Travelling Matte Composite Cinematography, einem Verfahren, das die Kombination von echten Darstellern mit Zeichentrickfiguren möglich machte“. Pohl starb einen Tag vor seinem 82. Geburtstag.